# Trenton Speedway
O Trenton Speedway foi um autódromo localizado em Trenton, no estado de Nova Jérsia nos Estados Unidos.
Foi inaugurado em 1900 como um oval de terra de meia milha, em 1946 passou a ser de uma milha de comprimento, a pista foi pavimentada em 1957, em 1968 foi feita uma expansão onde o circuito ganhou uma curva para a direita e aumentou dua extensão para 1,5 milhas, o circuito foi fechado em 1980.
A USAC Championship Car teve mais de 20 corridas no circuito, o maior vencedor foi A.J. Foyt com 12 vitórias, além de uma corrida da CART em 1979, a NASCAR teve 8 corridas.